# Santa Cruz de Boedo
Santa Cruz de Boedo és un municipi de la província de Palència a la comunitat autònoma de Castella i Lleó (Espanya).

## Demografia
| 1991 | 1996 | 2001 | 2004 |
| ---- | ---- | ---- | ---- |
| 97   | 73   | 59   | 52   |